# Max Klinger
Max Klinger (født 18. februar 1857 i Plagwitz ved Leipzig, død 4. juli 1920 i Großjena) var en tysk raderer og tegner, maler og billedhugger.
I sin lærer Karl Gussow, hvem han fulgte fra Karlsruhe til Berlin, fandt han en dygtig vejleder, hvis pågående realisme dog ikke passede for hans temperament. Den lille kunstnerkoloni, hvis liv i et atelier i Berlins Hohenzollernstrasse Georg Brandes har givet en morsom skildring af (i Ude og Hjemme, IV, nr. 200: "M. K."), en ungdommelig kunstfanatisk, socialt-revolutionært anlagt, alt banalt hadende kunstnergruppe, fik megen betydning for hans udvikling. Klinger var dens stolthed; energisk, fåmælt, selvfordybet udformede han her med stor selvstændighed sin stærkt oprindelige og egen kunstnerpersonlighed.
Hans første møde med publikum 1878 virkede højst frapperende på dette. I de 8 pennetegninger Über das Therma Christus, han da blandt andet udstillede (købt af Berlins Nationalgalleri), gav han en snart humoristisk, snart dybt karakteriserende fremstilling, der brød med enhver vedtægt og sikrede ham en lille fast skare beundrere og en stor hob indignerede. Fra Bruxelles, hvortil han snart efter rejste – for derefter at uddanne sig i Paris, 1883-86, og i München –, udsendte han radersuiten Rettungen ovidischer Opfer (15 blade, 1879), højst ejendommelige og uventede fantasier over flere af metamorfoserne med dejlige landskaber. Klinger havde nemlig i mellemtiden lagt sig efter radererkunsten, mest på egen hånd og stærkt påvirket af Francisco Goya, senere af Karl Stauffer-Berns teknik. Radernål, pen og kridt blev for lang tid hans bedste udtryksmidler, og suverænt ligegyldig over for hævdvundne grænser benyttede han i sin kunst blandede metoder (gravstik, nål, akvatinte etc.). Han tog således også den litografiske sten til hjælp og valgte mellem de forskellige udtryksmåder, alt som de passede ham som midler til hans hovedformål, at give sin myldrende rige fantasi, skønhedssans og tankefylde luft. Foruden vignetter, ekslibris og enkeltblade har Klinger således skabt blandt andet følgende cyklusser af raderinger: Eva og Fremtiden (6 blade, 1880), Intermezzi (12 blade, 1880), den skønne Amor og Psyche (46 blade, 1880), den barokt fantasirige Parafrase over en Handske (10 blade, 1880), de gribende Dramaer (10 blade, situationer fra berlinerlivets vrangside, 1881-83), Et Levned (20 blade, 1881-84), der kaster skarpe lys over det moderne seksuelle problem (1. udgave tilegnet Georg Brandes), Kærlighed (10 blade, 1879-87); Vom Tode (i flere afdelinger, 1881 og følgende år, sluttende med Opus XII, 1911), og den mægtig brusende Brahms-Fantasi (1891-94, 41 blade); endelig Epithalamia (bryllupssange, 15 pennetegninger i fotogravure, 1907) og radercyklussen Das Zelt (46 blade, 1915). Foruden som malerraderer har Klinger også udmærket sig ved flere reproduktive raderinger efter Arnold Böcklin. Hans lille 1891 udkomne skrift Malerei u. Zeichnung (2. oplag, 1895) belyser meget interessant Klingers egen kunst og det værd, han tillægger "griffelkunsten" som selvstændigt udtryksmiddel ved siden af maleriet. Dette sidste, i hvilket han debuterede 1878 med Spaziergänger, lagde han i den senere tid sig vel atter stærkt efter, med held, med sædvanlig udpræget ejendommelighed, men med stærk eksperimenteren – og famlen – med den maleriske teknik. Han har således malet Deputation, Paris' Dom (1885-87, hans koloristisk skønneste billede, Wiens mod. Gall.), L’heure bleue (1890, Leipzigs Museum), Korsfæstelsen (købt 1899 af Kestnermuseet i Hannover), Pieta (1890, Dresdens Museum) og Kristus i Olymp (1897, Wiens moderne Galeri), det kolossale vægmaleri i Leipzig Universitet Allegori over græsk Aand (1909), udsmykning af Leipzig-Museets forhal m. v.
Syslen med polykrom (og polylit) skulptur optog ham nu også stærkt. Hans første forsøg i billedhuggerkunsten var en Beethoven-figur (1886); fra 1898 arbejdede han igen på samme emne og afsluttede 1902 sit skulpturelle hovedværk med den polylite statue af Ludwig van Beethoven. Endvidere Salome (Leipzigs Museum), Kassandra (Leipzigs Museum 1895), Badende Pige (Leipzigs Museum 1899), den skønne marmorherme Amfitrite (1899, Berlins Nationalgalleri), Brahms-monumentet i Hamborg (1907, i Laeiszhalle), Wagner-monumentet i Leipzig, Diana i marmor, bronzestatue af en atlet, karakterfulde buster af Wilhelm Wundt, Richard Wagner, Georg Brandes m. v. (Ny Carlsberg Glyptotek ejer marmorstatuen Diana 1906, buste i gips af Franz Liszt). Klinger, der 1889-93 opholdt sig i Rom, var siden især knyttet til Leipzig. Han afslog professorhvervet, men modtog 1897 professortitlen.
Klinger er en af det nyere Tysklands betydeligste og ejendommeligste kunstnere. Skønt hans uddannelse og litterære smag peger mod Frankrig, er han dog med sin fantasirigdom, sit dybe og tunge filosofiske tankeliv og sin kunstneriske smag udpræget national i godt og ondt; han er på en gang digter og tegner. Størst som griffel-kunstner. Maleri og skulptur – der med sin marmormosaik ikke altid virkede smagssikkert og ofte hæmmede en plastisk helhedsvirkning – var ofte for tunge midler for hans sublime ideer, disse billedlige syner, han efter eget sigende gerne undfangede i tilstanden mellem søvn og opvågnen. Hans raderinger og tegninger kan vel skurre ved uskønne enkeltheder og ligefremme fortegnelser, gøre beskuerne rådvilde ved deres gådefulde og filosofiske rebus-pointer og desorientere ved deres dulgte ironi, men de ejer ofte en dragende skønhed i udtryk, skikkelser, dekorativ holdning og komposition, en storladen naturstemning, en magt, der tvinger ens eget syn ind under kunstnerens, og en særegen evne til at stille alt, hvad de rører ved, i en ny belysning. Kabinetterne i Dresden, Leipzig og Berlin ejer de største samlinger af hans grafiske blade og tegninger.